# Teoría comprometida
La Teoría Comprometida es un marco metodológico para la comprensión de la complejidad social. Se toma la vida social o las relaciones sociales como su categoría base, con 'lo social' siempre entendido como basado en 'lo natural', incluyendo a los humanos como seres encarnados. La Teoría Comprometida proporciona un marco que se mueve de un análisis empírico detallado acerca de las cosas, las personas y los procesos en el mundo a la teoría abstracta acerca de la constitución y el marco social de aquellas cosas, personas y procesos.
La Teoría Comprometida es uno de los enfoques dentro de la tradición más amplia de la teoría crítica. La Teoría comprometida cruza los campos de la sociología, antropología, ciencia política, historia, filosofía, y estudios globales. En su forma más general, el término teoría comprometida se utiliza para describir las teorías que proporcionan una caja de herramientas para comprometerse con el mundo mientras se busca cambiarlo.
Un linaje de la Teoría Comprometida se llama el enfoque de 'abstracción constitutiva', asociado a un grupo de escritores que publican en Revista Arena, tales como John Hinkson, Geoff Sharp (1926-2015), y Simon Cooper.
Un linaje relacionado de la Teoría Comprometida ha sido desarrollado por los investigadores que comenzaron su asociación a través del Centro de Investigación de Globalización en Australia – académicos como Manfred Steger, Paul James y Damian Grenfell – recurriendo a una serie de escritores desde Pierre Bourdieu hasta Benedict Anderson y Charles Taylor. Un grupo de investigadores de la Universidad de Western Sydney describe su trabajo como "Investigación Comprometida'.

## La política de compromiso
Para la totalidad de su interés por bases epistemológicas (ver más abajo), la teoría comprometida es un enfoque que está 'en el mundo'. Toda la teoría de alguna manera afecta a lo que sucede en el mundo, pero no siempre teoriza su propio lugar en la constitución de las ideas y prácticas. Anthony Giddens llama a este movimiento una doble hermenéutica. La Teoría Comprometida es más explícita que la mayoría sobre su punto de vista político. Carol J. Adams expresa una dimensión de esto cuando escribe:

Es la Teoría Comprometida, teoría que surge de la ira de lo que es, la teoría que imagina lo que es posible. Teoría comprometida hace posible el cambio.

Sin embargo, la otra dimensión importante es que cualquier teoría tiene que ser consciente de sus propias tendencias para ser impulsada ideológicamente por las preocupaciones dominantes de su época. El liberalismo, por ejemplo, con su labor de promoción reductiva de la ideología de 'libertad', deja de ser reflexivo sobre esta dimensión. Del mismo modo, la teoría crítica a veces deja de ser reflexiva de lo que significa ser crítico o defender el cambio social.

## Los fundamentos del análisis
Todas las teorías sociales dependen de un proceso de abstracción. Esto es lo que los filósofos llaman abstracción epistemológica. Sin embargo, no teoriza característicamente su propia base para establecer su punto de vista. La Teoría Comprometida lo hace. En comparación, el Muestreo teórico, un enfoque muy diferente, sugiere que la recopilación de datos empírica es un proceso neutro que da lugar a reclamaciones teóricas de esos datos. La Teoría comprometida, por el contrario, trata a tal afirmación al 'valor de la neutralidad', como ingenuamente insostenible. La Teoría Comprometida es, por tanto, reflexiva en un número de maneras: 
- En primer lugar, reconoce que hacer algo tan básico como la recopilación de datos ya implica hacer presuposiciones teóricas.
- En segundo lugar, nombra a los niveles de análisis de la que se hacen afirmaciones teóricas. La Teoría Comprometida funciona a través de cuatro niveles de abstracción teórica.[9] (Véase más abajo: Modos de análisis.)
- En tercer lugar, se hace una clara distinción entre la teoría y el método, lo que sugiere que una teoría social es un argumento sobre un fenómeno social, mientras que un método analítico o conjunto de métodos se define como un medio para sostener esa teoría. La Teoría Comprometida en estos términos funciona como un "método de Grand ', pero no es una 'Teoría Grand'. Proporciona un conjunto integrado de herramientas metodológicas para el desarrollo de las diferentes teorías de las cosas y los procesos en el mundo.
- En cuarto lugar, se trata de comprender tanto su propia base epistemológica, mientras se trata la formación del conocimiento como una de las categoríasontológicas básicas de la práctica humana.[10]
- En quinto lugar, trata a la historia como una manera moderna de entender el cambio temporal; y por lo tanto, diferente ontológicamente de una saga tribal o una narrativa cosmológica. En otras palabras, proporciona meta-punto de vista de su propia capacidad para historiar.

## Los modos de análisis
En la versión de la Teoría Comprometida, desarrollada por un grupo de escritores con sede en Australia, el análisis se mueve de la forma más concreta de análisis – generalización empírica – a más modos abstractos de análisis. Cada modo posterior de análisis es más abstracto que el anterior, moviéndose a través de los siguientes temas: 1. hacer, 2. actuar, 3. relacionar, 4. ser.
Esto nos lleva al enfoque de 'niveles' que figuran a continuación: 

### 1. Análisis empírico (formas de hacer)
El método comienza haciendo hincapié en la importancia de una abstracción de primer orden, aquí se llama análisis empírico. Implica extraer y generalizar a partir de descripciones detalladas sobre la base de la historia y el lugar. Este primer nivel bien implica generar descripción empírica basada en la observación, la experiencia, la grabación o el experimento—en otras palabras, la abstracción de la evidencia de la que existe o se produce en el mundo—o involucra la elaboración de la investigación empírica de los demás. El primer nivel de abstracción analítica es una ordenación de ‘cosas en el mundo’, de una manera que no depende de ningún tipo de análisis adicional que se aplica a aquellas ‘cosas’.
Por ejemplo, el enfoque de Círculos de Sostenibilidad es una forma de teoría comprometida distinguiendo (a nivel de generalización empírica) entre los diferentes dominios de la vida social. Se puede utilizar para comprender y evaluar la calidad de vida. Aunque ese enfoque también se defiende analíticamente a través de la teoría más abstracta, la afirmación de que la economía, la ecología, la política y la cultura pueden ser distinguidos como dominios centrales de la práctica social tiene que ser justificable en un nivel empírico. Tiene que ser útil en el análisis de situaciones sobre el terreno.
El éxito o el fracaso del método pueden evaluarse mediante el examen de cómo se utiliza. Un ejemplo de uso del método fue un proyecto en Papúa, Nueva Guinea, llamado Sustainable Communities, Sustainable Development.

### 2. Análisis coyuntural (maneras de actuar)
Este segundo nivel de análisis, el análisis coyuntural, implica la identificación y, más importante, el examen de la intersección (las coyunturas) de diversos patrones de acción (práctica y significado). Aquí el método se basa en categorías sociológicas, antropológicas y políticas establecidas de análisis, como la producción, el intercambio, la comunicación, la organización y la investigación.

### 3. Análisis Integrador (modos de relación)
Este tercer nivel de entrada en la discusión de la complejidad de las relaciones sociales examina los modos de intersección de la integración social y la diferenciación. Estos diferentes modos de integración se expresan aquí en términos de diferentes formas de relacionarse con uno mismo y distinción de los demás—desde el cara a cara a los desencarnados. Aquí vemos una ruptura con el énfasis dominante de la teoría social clásica y un movimiento hacia una sensibilidad pos-clásica. En relación con el Estado-nación, por ejemplo, podemos preguntarnos cómo es posible explicar un fenómeno que, al menos en su variante moderna, subjetivamente se explica por referencia a metáforas cara a cara de la sangre y el lugar—lazos de la genealogía, el parentesco y la etnia—cuando la ‘realidad‘ objetiva de todos los Estados nacionales es que son las comunidades sin cuerpo de extraños abstractos que nunca se reunirán. Esto concuerda con la concepción de 'comunidades imaginadas' de Benedict Anderson, pero reconoce la formación contradictoria de ese tipo de comunidad.

### 4. Análisis categórico (modos de ser)
Este nivel de investigación se basa en una exploración de las categorías ontológicas (categorías del ser, como el tiempo y el espacio). Si la forma previa de análisis hace hincapié en los diferentes modos a través del cual la gente vive sus similitudes o diferencias con respecto a otros, esos mismos temas se examinan a través de lentes de análisis más abstractos de las diferentes formas de vida: respectivamente, realización, espacialidad, temporalidad, performatividad y epistemología. En este nivel, se pueden hacer generalizaciones acerca de los modos dominantes de categorización en una formación social o en sus ámbitos de la práctica y el discurso. Es solo en este nivel que tiene sentido generalizar a través de los modos de ser y de hablar de las formaciones ontológicas, a las sociedades como forma en el dominio desigual de las formaciones de tribalismo, tradicionalismo, modernismo o postmodernismo.

### Otras lecturas
- Cooper, Simon (2002). Technoculture and Critical Theory: In Service to the Machine. London: Routledge.
- Grenfell, Damian (2012). «Remembering the Dead from the Customary to the Modern in Timor-Leste». Local-Global: Identity, Security, Community. vol. 11: 86-108.
- James, Paul; with Magee, Liam; Scerri, Andy; Steger, Manfred B. (2015). Urban Sustainability in Theory and Practice: Circles of Sustainability. London: Routledge.
- James, Paul (2006). Globalism, Nationalism, Tribalism: Bringing Theory Back In—Volume 2 of Towards a Theory of Abstract Community. London: Sage Publications.

- Datos: Q5377408